# Negócio da China

Negócio da China (En Español: La Empresa China), es una telenovela brasileña emitida por TV Globo desde el 6 de octubre de 2008 hasta el 13 de marzo de 2009, con 137 capítulos.
Escrita por Miguel Falabella, con la colaboración de Flávio Marinho y Antônia Pellegrino, dirigida por Tande Bressane, Flávia Lacerda y Marco Rodrigo, con la dirección general de Mauro Mendonça Filho sobre núcleo de Roberto Talma.
Protagonizada por Grazi Massafera, Ricardo Pereira, Fábio Assunção, Natália do Vale, Luciana Braga, Herson Capri, Thiago Fragoso, Juliana Didone, Fernanda de Freitas, Bruna Marquezine, Anderson Lau, Jui Huang y Leona Cavalli.

## Sinopsis
La Empresa China es una comedia urbana romántica con un montón de personajes divertidos y extravagantes. Las historias tienen ciudades como Río de Janeiro y São Paulo y Macao y Hong Kong de China y Lisboa de Portugal.
La historia comienza a desarrollarse a partir de un robo de mil millones de euros en un casino en China, hecha por la china Liu Chuang. La información sobre la fortuna viene desde Brasil a través de un pen-drive en la forma de una pasta y afecta a las vidas de la mayoría de los habitantes de un barrio ficticio de suburbio de Río de Janeiro, el Parque de las Naciones, sede de la romántica y trabajadora Livia, una típica chica que deja su familia para tratar de mejorar las condiciones de su vida en Portugal. A medida que la empresa no tiene éxito, Livia decide regresar a Brasil.
Estaba casada con Héctor, con quien tiene un hijo de once años, Theo. Por haber quedado embarazada demasiado pronto, enfrentado a muchos obstáculos y ahora viven peleando y discutiendo, pero no puede vivir lejos el uno del otro. Los combates se intensificaron por Luli y María Suzette, las madres de Héctor y Livia, respectivamente, a pesar de que nunca entendieron, tienen algo en común: quieren ver a sus hijos lejos y acaben su relación. Con todo esto, en el viaje de regreso, ella conoce a John una chico portugués que llegó a trabajar en la panadería de su tío, al lado de su madre, el padre y la chismosa Aurora. Cuando se da cuenta, la chica se debate entre el portugués y Héctor.
También vive en el mismo barrio Diego Dumas, un joven luchador de kung fu y abogado. Hijo de Julia, un renombrado médico, su vida había cambiado drásticamente con la muerte de su padre, el doctor Ernesto Dumas, quien reveló cerca de su muerte que Diego es el fruto de la inseminación artificial. Está saliendo con la joven Celeste, una hermosa chica que trabaja en la panadería de su padre, nervioso y conservador portugués Belarmino, quien está casado con Carminda. Los dos son también los padres de Tozé, el hijo mayor de la pareja, que será un gran aliado de la hermana cuando ella decide convertirse en modelo. Belarmino, sin embargo, tiene un pasado secreto: tuvo un romance extramarital con Semiramis, una empleada de la panadería, con la que tuvo un hijo, el joven luchador de kung fu Tamuz. Celeste, por su parte, decide salir de su casa y le da por casarse con Diego para perseguir una carrera como modelo en Japón.

## Elenco
| Actor               | Personaje                   |
| ------------------- | --------------------------- |
| Grazi Massafera     | Lívia Noronha               |
| Ricardo Pereira     | João Moreira                |
| Jui Huang           | Liu Chuang                  |
| Bruna Marquezine    | Flor de Lys Silvestre       |
| Anderson Lau        | Wu Chuang                   |
| Dalton Vigh         | Dr. Otávio de La Riva       |
| Fernanda Rodrigues  | Stela Falcão (Stelinha)     |
| Rodrigo Mendonça    | Dr. Ramiro                  |
| Juliana Didone      | Maria Celeste Moreira       |
| Thiago Fragoso      | Diego Dumas Fontanera       |
| Fernanda de Freitas | Antonella Bertazzi          |
| Déborah Kalume      | Edilza                      |
| Luciana Braga       | Denise Dumas                |
| Luciana Mizutani    | Suyan                       |
| Cláudia Jimenez     | Violante Gonçalves          |
| Herson Capri        | Adriano Fontanera           |
| Natália do Vale     | Júlia Dumas Fontanera       |
| Oscar Magrini       | Mauro Bertazzi              |
| Vera Zimmermann     | Joelma Bertazzi             |
| Bia Nunnes          | Matilde Fontanera           |
| Eike Duarte         | Théo Noronha Alonso         |
| Yoná Magalhães      | Suzete Noronha              |
| Eliana Rocha        | Luli Maria Alonso           |
| Ney Latorraca       | Edmar Silvestre             |
| Leona Cavalli       | Maralanis Silvestre         |
| Jandir Ferrari      | Alaor                       |
| Francisco Cuoco     | Evandro Fontanera           |
| Zezeh Barbosa       | Semiramís                   |
| Xuxa Lopes          | Abigail Tardini             |
| Nathalia Timberg    | Augusta Dumas               |
| Joaquim Monchique   | Belarmino Moreira           |
| Dudu Pelizzari      | Antônio José Moreira (Tozé) |
| Carla Andrino       | Carminda Moreira            |
| Maria Vieira        | Aurora Moreira              |
| Maria Gladys        | Lucivone                    |
| Débora Olivieri     | Aldira                      |
| Raoni Carneiro      | Heraldo Alonso (Heraldinho) |
| Bruce Gomlevsky     | Nereu                       |
| Izabella Bicalho    | Zuleika                     |
| Élida L'Astorina    | Vera                        |
| Frederico Reuter    | Zé Boneco                   |
| Cláudia Netto       | Dalva Falcão                |
| Sandro Christopher  | Odilon Falcão               |
| Luca de Castro      | Donato                      |
| Isaac Bardavid      | Homero                      |
| Thelma Reston       | Olímpia                     |
| Duse Nacaratti      | Tia Saudade                 |
| Nil Neves           | Isidoro                     |
| Murilo Grossi       | Othon                       |
| Alby Ramos          | Avelino                     |
| Renata Vilela       | Dra. Myrna                  |
| Amélia Bittencourt  | Clarice                     |
| Josie Antello       | Lausanne                    |
| Ernesto Xavier      | Tamuz Moreira               |
| Elder Gatelli       | Jasão                       |

### Participaciones especiales
| Actor             | Personaje               |
| ----------------- | ----------------------- |
| Fábio Assunção    | Heitor Alonso           |
| Antônio Fagundes  | Ernesto Dumas Fontanera |
| Victor Pecoraro   | Felisberto              |
| Ellen Roche       | Laura                   |
| Alexandre Zacchia | Zeílson                 |
| Bruno Fagundes    | Jander                  |

- Datos: Q10336002